# Karya Jadi
Karya Jadi is een bestuurslaag in het regentschap Langkat van de provincie Noord-Sumatra, Indonesië. Karya Jadi telt 3295 inwoners (volkstelling 2010).